# Cuenca (Spanien)
 For alternative betydninger, se Cuenca. (Se også artikler, som begynder med Cuenca)
Cuenca er en by, og hovedstad i provinsen Cuenca, i den autonome region Castilien-La Mancha i det centrale Spanien. Byen, der har 53.429 (2024) indbyggere, ligger 935 meter over havet, og omtrent 130 km fra Madrid.
I 1200-tallet påbegyndte man opførelsen af en stor gotisk katedral i Cuenca, som er et populær turistmål; den blev først færdigbygget i slutningen af 1500-tallet. I 1706 indtog England byen, og bosatte sig der i en periode. Cuenca er i årenes løb blevet plyndret mindst to gange, senest i begyndelsen af 1800-tallet af Frankrig.
Den gamle bykerne har siden 1996 været på på UNESCOs Verdensarvsliste.